# Фрідріх-Александер фон дер Пален
Фрі́дріх-Алекса́ндер фон дер Па́лен (нім. Friedrich Alexander von der Pahlen; 2 вересня 1780 — 20 січня 1863) — російський дипломат, посол в США і Бразилії, дійсний таємний радник (21 квітня 1834 року), граф. Представник шляхетного німецького роду Паленів. Народився у Мітаві, Курляндія. Син російського генерала Петера-Людвіга фон дер Палена та Юліани фон Шеппінг. У 1828—1829 роках очолював адміністрацію Дунайських князівств. Помер у Санкт-Петербурзі, Росія.

## Імена
- Фрі́дріх-Алекса́ндер фон дер Па́лен (нім. Friedrich Alexander von der Pahlen) — повне німецьке ім'я.
- Фрі́дріх фон дер Па́лен (нім. Friedrich von der Pahlen) — коротке німецьке ім'я.
- Федір Петрович Пален (нім. Федор Петрович Пален) — російське ім'я.

## Біографія
Отримав домашню освіту в будинку свого батька П. А. Палена. У 1794 році вступив на службу в Кінний лейб-гвардії полк. Незабаром перейшов на статський службу. 26 лютого 1800 року призначений перебувати при великій княжні Катерині Павлівні в чині дійсного камергера; 19 червня 1800 року — при президенті Юстіц-колегії Лифляндских, Естляндських і Фінляндських справ; з 26 жовтня — член цієї колегії. 14 березня 1802 року визначено в відомство Колегії іноземних справ. 16 травня 1802 року зарахований позаштатним співробітником до посольства в Парижі, 5 жовтня 1805 відряджений до Великої Британії і США з особливим дорученням. У 1809—1811 роках посол в США; в 1811—1815 роках — при португальському дворі в Ріо-де-Жанейро; в 1815—1822 роках — в Баварії.
З 29 травня 1826 до 1 січня 1828 року обіймав посаду одеського градоначальника з дорученням керувати Новоросійською і Бессарабською губерніями за відсутності графа М. С. Воронцова. Знову призначений виконувати посаду генерал-губернатора 15 лютого 1831 року. Захищав збереження статусу порто-франко для Одеси перед міністром фінансом Є.Канкріним. Підготував перелік найголовніших шляхів на Таврійському півострові, серед яких значилися дороги до південного берегу Криму. Був активним помічником в реалізації планів генерал-губернатора М.С.Воронцова.
На час війни з турками, з квітня 1828 до весни 1829 року очолював російську військову адміністрацію в Дунайських князівствах (з титулом «голова диванів Молдавії і Валахії»), поки його не змінив П. Ф. Желтухин. В якості уповноваженого для ведення мирних переговорів з Османською імперією (з 1 серпня 1829 року) брав участь в розробці умов і підписанні Адріанопольського мирного договору. Призначено членом Державної ради 18 вересня 1832 року. Залишався в цьому званні до самої смерті, брав участь в розробці законопроєкту про скасування кріпосного права.